# ダニーロ・フィスケッティ
ダニーロ・フィスケッティ（Danilo Fischetti、1998年1月26日 - ）は、ユナイテッド・ラグビー・チャンピオンシップ・ゼブレ・パルマに所属するラグビーユニオン選手。

## プロフィール
- イタリア、ジェンツァーノ・ディ・ローマ出身[1]。
- ポジションはプロップ(PR)。
- 身長 181cm、体重 110kg
- U20イタリア代表に選ばれたことがある[2]。
- イタリア代表キャップは26（2023年2月現在）。

## 略歴
カルヴィザーノ、ゼブレ・パルマを経て、2022年、ロンドン・アイリッシュに加入。 